# 給水工事技術振興財団
公益財団法人給水工事技術振興財団（きゅうすいこうじぎしゅつしんこうざいだん）は、国家資格である給水装置工事主任技術者の指定試験機関並びに指定登録機関として、国家試験を実施と登録事務を行う公益法人。以前は厚生労働省所管であったが、公益法人制度改革に伴い公益財団法人へ移行した。

## 概要
- 所在地：東京都中央区日本橋箱崎町4-7 日本橋安藤ビル
- 理事長：藤田賢二

## 事業
- 給水装置工事主任技術者試験など